# کورادو دال فابرو
کورادو دال فابرو (انگلیسی: Corrado dal Fabbro; ۴ اوت ۱۹۴۵ – ۲۹ مارس ۲۰۱۸) از برندگان مدال‌های بازی‌های المپیک زمستانی ۱۹۷۲ اهل ایتالیا بود.